# Стеклярусный кабинет

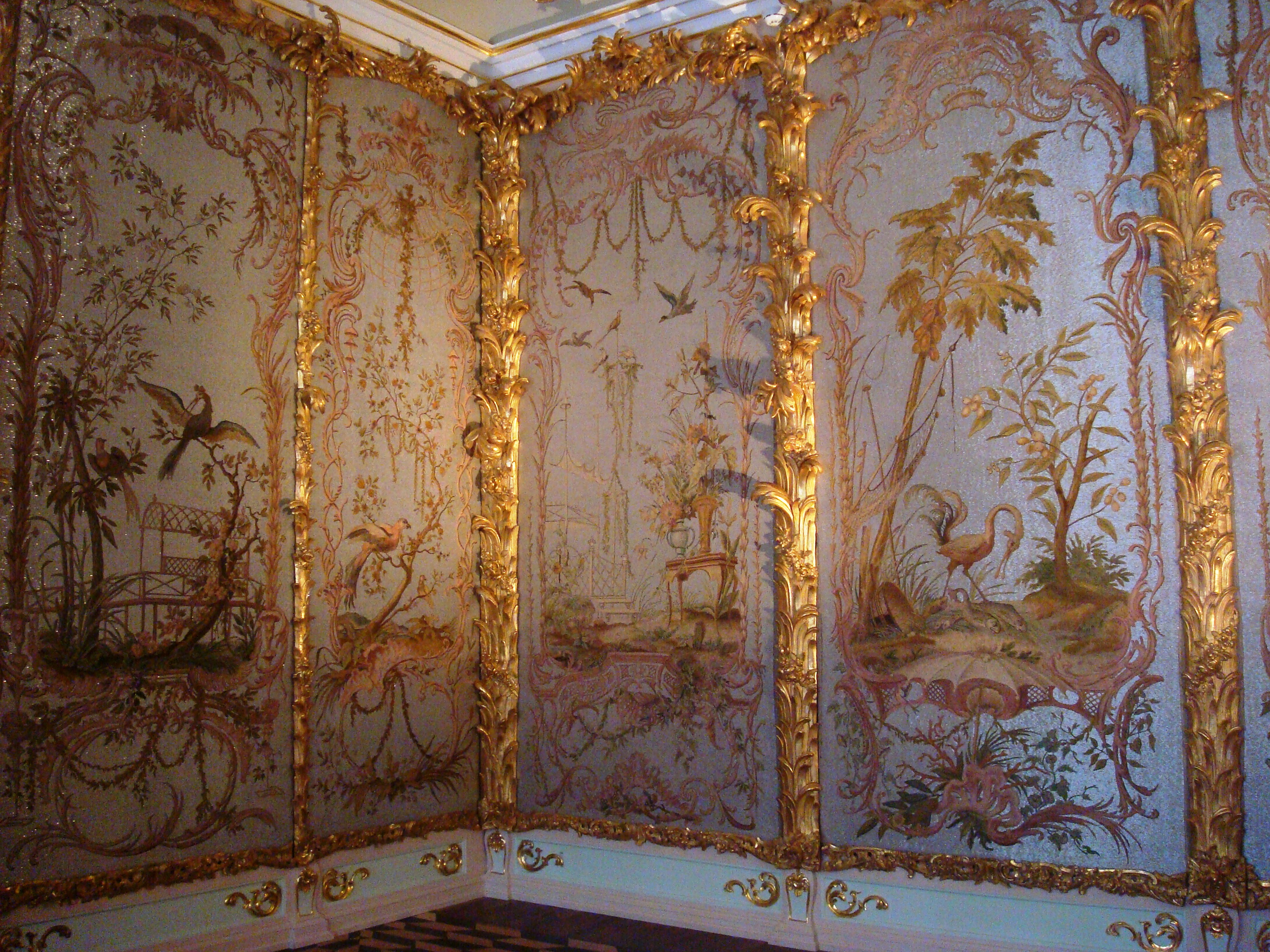
Стеклярусный кабинет

Стеклярусный кабинет — самый известный из интерьеров Китайского дворца в Ораниенбауме, на южном берегу Финского залива в 40 км к западу от Санкт-Петербурга. Расположенный в глубине Верхнего парка, Китайский дворец создан по заказу императрицы Екатерины II в 1762—1768 годах по проекту итальянского архитектора Антонио Ринальди. Украшен двенадцатью панно, на которых по стеклярусному фону-основе вышиты синелью (французским объёмным шёлком) пейзажи в стиле шинуазри. Общая площадь панно — 41 м².
Стеклярусный кабинет сохранил подлинную отделку 1760-х годов. Во время Второй мировой войны  в Ораниенбауме не было фашистов и все дворцы сохранились. Двенадцать панно (из них два десюдепорта) вышиты девятью русскими мастерицами под руководством бывшей французской актрисы при русском дворе Марии де Шен синелью (разноцветными ворсистыми шёлковыми нитями) с использованием стекляруса, изготовленного на мозаичной фабрике, основанной в окрестностях Ораниенбаума (в Усть-Рудице) русским учёным М. В. Ломоносовым.
На панно изображены причудливые пейзажи в стиле шинуазри и фантастические птицы, обрамлённые затейливым рокайльным орнаментом. В композициях преобладают золото, красные, синие и зелёные цвета. Подобные вышивки были распространены во Франции XVIII века. Поэтому традиционно считалось, что они были привезены из парижской мастерской мадам де Шен, а всю комнату именовали «Французским покоем». В 1970-х годах были опубликованы материалы, доказывающие, что панно выполнены русскими мастерицами под руководством мадам де Шен, состоявшей в то время на русской службе в Санкт-Петербурге.

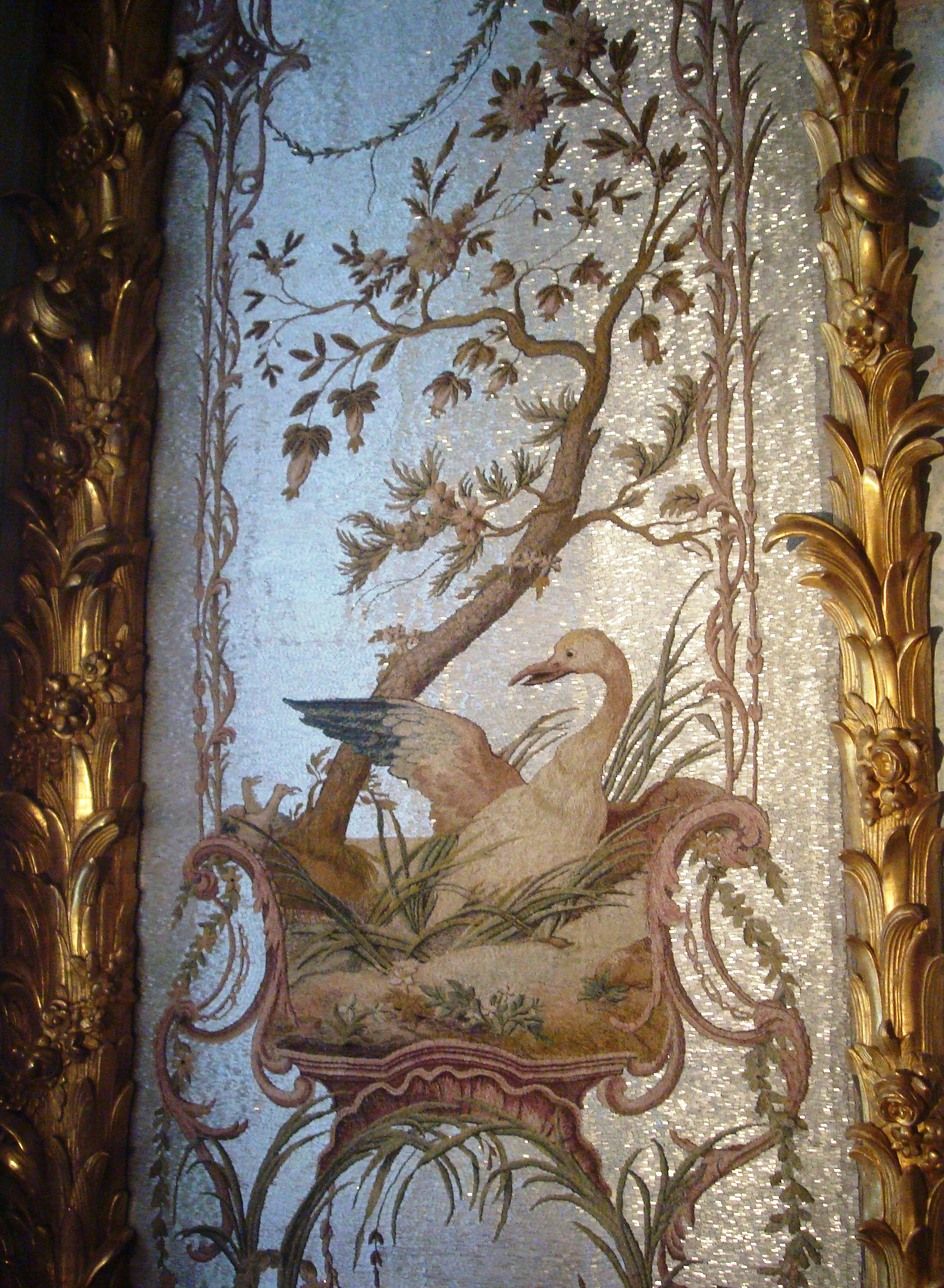
Деталь панно

Панно имеют высоту 3,63 м, ширину 1, 5 м. Для панно использованы картоны французского художника-декоратора стиля рококо Жана-Батиста Пильмана, в 1766—1767 годах работавшего в Санкт-Петербурге. Известность получили его альбомы гравированных рисунков «Стилизованные цветы в китайском стиле для шёлка и ситцев» (Fleurs stylisées à la chinoise pour la soie et le chintz, 1760), «Рисунки цветов, орнаментов, картушей, фигур и сюжетов в китайском стиле» (Œùvre de fleurs, ornements, cartouches, figures et sujets chinois, 1776).
Согласно иной версии, для панно были использованы эскизы итальянского художника Серафино Бароцци, который в 1765—1768 годах осуществлял росписи в интерьерах Китайского дворца и павильона Катальной горки. В «Передней» Китайского дворца С. Бароцци написал плафон «Аполлон и искусства» и создал орнаментальные росписи. Для Большого Китайского кабинета братья Бароцци написали плафон «Союз Европы и Азии».
Орнаментальные обрамления стеклярусных панно составляют «перистые» рокайли, а разделяющие их пилястры из резного золочёного дерева стилизованы под стволы пальм. «Пальмовые колонны» — характерный элемент архитектуры фридерицианского рококо Пруссии. Похожие колонны установлены по периметру «Китайского чайного домика» в парке Сан-Суси (архитектор Й. Г. Бюринг, 1754—1757), в интерьере церкви Св. Николая в Лейпциге (И. Ф. Доте и А. Ф. Ойзер, 1784—1787).

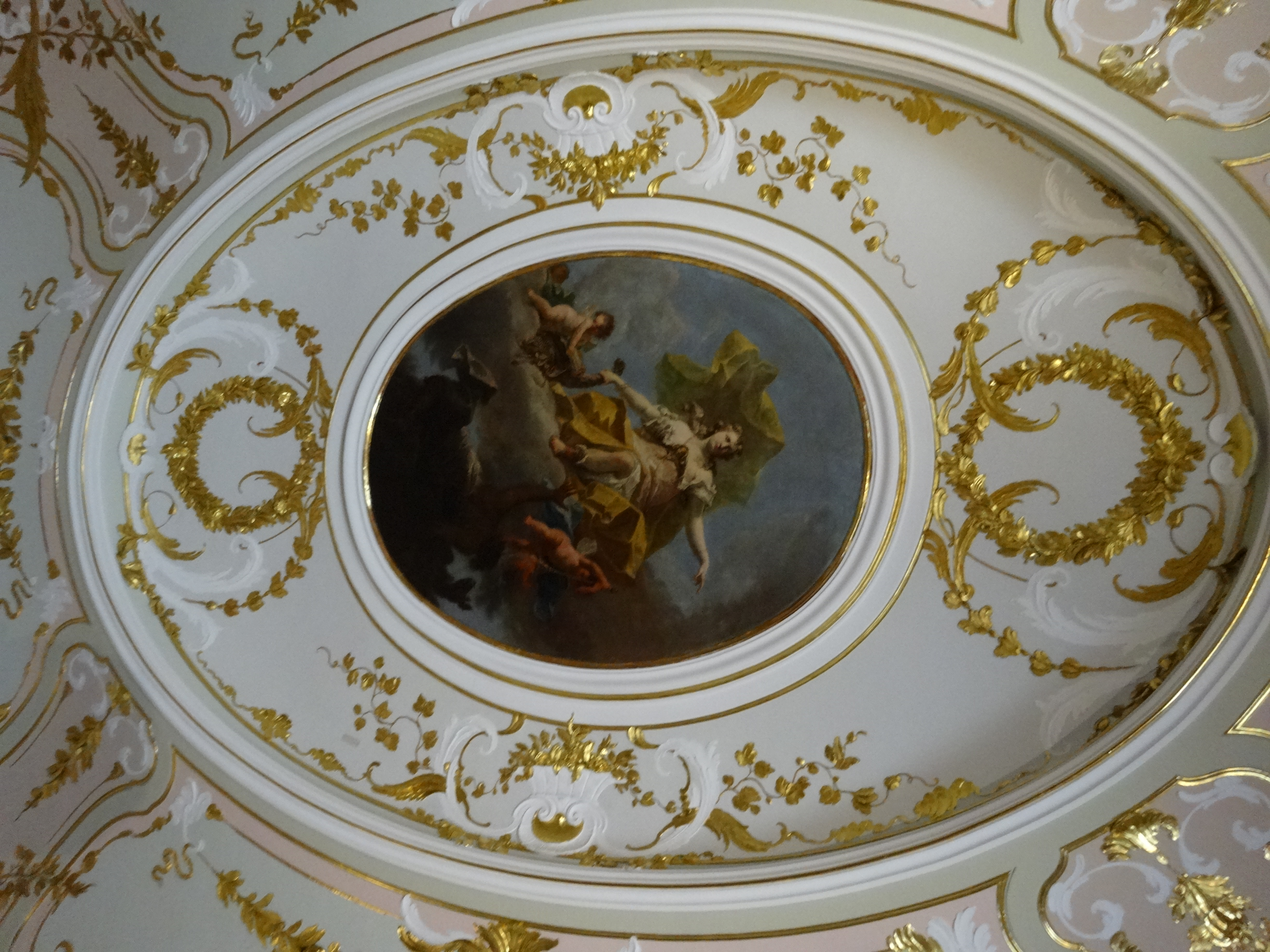
Г. Дициани. Щедрость и Зависть. Плафон Стеклярусного кабинета

Лепное панно над камином гармонирует по стилю со стеклярусными панно и также близко манере Серафино Бароцци. Рисунок наборного паркета был сделан намного позднее, в середине XIX века. Принято считать, что он воспроизводит первоначальный геометрический рисунок пола, созданного из цветных смальт фабрики Ломоносова. Однако он не соответствует общей стилистике помещения, что не свойственно работе архитектора Ринальди. Поэтому возникло предположение, что пол был перенесён в Стеклярусный кабинет позднее, возможно из «другого интерьера и даже не обязательно ораниенбаумского». Но «это не умаляет его значения, он действительно уникален».
Плафон Стеклярусного кабинета «Щедрость и Зависть» — одна из лучших аллегорических композиций итальянского живописца Гаспаро Дициани (всего для Китайского дворца Дициани написал шесть плафонов).
В 2010 году стеклярусные панно Китайского дворца в Ораниенбауме были отреставрированы в реставрационных мастерских Государственного Эрмитажа.